# Lista de regiões portuguesas ordenadas por população
Esta é uma lista demostrando a população total de cada região portuguesa, ordenadas pela região e ano, mostrando os valores de cada ano desde 2021.

## População por região
A lista mostra as regiões portuguesas pela população total em 2024, junto com a percentagem à população total nacional e o crescimento em comparação do ano de 2023.
| Posição | Posição          | Região               | População (em 2024) | Percentagem (da população nacional) | Crescimento (desde 2023) |
| Em 2024 | Comparada a 2023 | Região               | População (em 2024) | Percentagem (da população nacional) | Crescimento (desde 2023) |
| ------- | ---------------- | -------------------- | ------------------- | ----------------------------------- | ------------------------ |
| 1       | (0)              | Norte                | 3 692 842           | 34,4 %                              | 0.52 %                   |
| 2       | (0)              | Grande Lisboa        | 2 156 612           | 20.1 %                              | 1.41 %                   |
| 3       | (0)              | Centro               | 1 717 560           | 16.0 %                              | 1.29 %                   |
| 4       | (0)              | Oeste e Vale do Tejo | 865 315             | 8.1 %                               | 1.49 %                   |
| 5       | (0)              | Península de Setúbal | 848 507             | 7.9 %                               | 1.67 %                   |
| 6       | (0)              | Algarve              | 492 747             | 4.6 %                               | 1.78 %                   |
| 7       | (0)              | Alentejo             | 474 894             | 4.4 %                               | 0.04 %                   |
| 8       | (0)              | Madeira              | 259 440             | 2.4 %                               | 1.10 %                   |
| 9       | (0)              | Açores               | 241 718             | 2.3 %                               | 0.29 %                   |
|         |                  | Portugal             | 10 749 635          | 100 %                               | 1.03 %                   |

## Dados anuais
A lista mostra as regiões portuguesas com os dados anuais da população total desde 2021.
|                      | 2021       | 2022       | 2023       | 2024       |
| -------------------- | ---------- | ---------- | ---------- | ---------- |
| Norte                | 3 609 978  | 3 640 294  | 3 673 861  | 3 692 842  |
| Grande Lisboa        | 2 068 670  | 2 097 742  | 2 126 578  | 2 156 612  |
| Centro               | 1 667 538  | 1 672 267  | 1 695 635  | 1 717 560  |
| Oeste e Vale do Tejo | 825 982    | 836 948    | 852 583    | 865 315    |
| Península de Setúbal | 814 975    | 823 822    | 834 599    | 848 507    |
| Algarve              | 469 983    | 478 618    | 484 122    | 492 747    |
| Alentejo             | 472 504    | 472 735    | 474 701    | 474 894    |
| Madeira              | 252 693    | 254 070    | 256 622    | 259 440    |
| Açores               | 238 794    | 240 125    | 241 025    | 241 718    |
| Portugal             | 10 421 117 | 10 516 621 | 10 639 726 | 10 749 635 |